# Stamnodes arctica
Stamnodes arctica är en fjärilsart som beskrevs av Thierry-mieg 1911. Stamnodes arctica ingår i släktet Stamnodes och familjen mätare. Inga underarter finns listade i Catalogue of Life.